# Почётные граждане Магнитогорска
Почётный граждани́н го́рода Магнитого́рска — почётное звание, присуждаемое за особые заслуги жителям Магнитогорска и других городов.

## Положение о звании
С 1993 звание присваивалось постановлением главы городской администрации по ходатайствам трудовых коллективов, общественных организаций, заключению районных администраций. Почётным гражданам вручаются свидетельство, бело-голубая-алая лента с вышитым гербом города и надписью «Почётный гражданин города Магнитогорска» и нагрудный знак. Сведения о почётных гражданах заносятся в специальную книгу. С 24 октября 2001 года звание «Почётный гражданин города Магнитогорска» присваивается решением Магнитогорского городского Собрания депутатов.

## История
Звание «Почётный гражданин города Магнитогорска» учреждено в 1965. До 1990 это звание присваивалось решением исполкома городского Совета народных депутатов по представлению партийных, советских, профсоюзных и других общественных организаций города. Гражданам, удостоенным этого звания, вручалось удостоверение и шёлковая лента красного цвета с голубой каймой, на концах по две желтых полоски; на ленте изображение герба РСФСР и слова «Почётный гражданин города Магнитогорска»).
Почётные граждане имели право бесплатного проезда на внутригородском транспорте, кроме такси, а также приобретать вне очереди билеты для посещения зрелищных учреждений, стадионов, для проезда на железнодорожном и автомобильном транспорте в кассах города.

### Список лауреатов
1. Попович, Павел Романович — лётчик-космонавт, Герой Советского Союза (1965)
2. Бородавкин, Александр Александрович — член РСДРП с 1905, затем КПСС, участник трёх революций (1965)
3. Анкудинов, Леонид Георгиевич — управляющий трестом «Магнитострой» (1966)
4. Домрачёва, Екатерина Евгеньевна — Заслуженный учитель РСФСР (1966)
5. Шатилин, Алексей Леонтьевич — Знатный доменщик Магнитки (1967)
6. Левин, Наум Моисеевич — врач-хирург (1969)
7. Ручьёв, Борис Александрович — поэт (1969)
8. Барышев, Александр Александрович — Заслуженный врач РСФСР (1970)
9. Поляков, Михаил Исаакович — Заслуженный работник культуры РСФСР, директор драматического театра (1970)
10. Зникин Степан Васильевич — пенсионер республиканского значения, Совет депутатов трудящихся (1971)
11. Коковихин, Иван Гаврилович — зам. управляющего трестом «Магнитострой» (1971)
12. Эйдинов, Семен Григорьевич — Заслуженный деятель искусств РСФСР, директор музыкального училища (1971)
13. Котов, Василий Никитович — Герой Социалистического Труда, начальник горно-обогатительного производства ОАО «ММК» (1972)
14. Кузьмин, Виктор Михайлович — Заслуженный врач РСФСР (1974)
15. Герасимов, Георгий Иванович — Знатный доменщик Магнитки (1974)
16. Даргайс, Ян Оттович — член КПСС с 1917, горняк рудной базы горы Магнитной (1976)
17. Галкин, Дмитрий Прохорович — директор ОАО «ММК», Герой Социалистического Труда (1979)
18. Дёма, Леонид Васильевич — лётчик, Герой Советского Союза (1984)
19. Мирошниченко, Григорий Маркович — бригадир трубоукладчиков управления «Спецпромстрой», Заслуженный строитель РСФСР (1984)
20. Сорокин, Михаил Андреевич — инструктор производственного обучения отдела кадров ОАО «ММК»(, бывший старший мастер мартеновского цеха № 1, Герой Социалистического Труда (1984)
21. Бигеев, Абдрашит Мусеевич — доктор технических наук, профессор МГТУ, Заслуженный деятель науки и техники РСФСР (1989)
22. Когель, Чеслав Иванович — монтажник управления «Жилстрой» треста «Магнитострой» (1989)
23. Самарджиди, Леонид Георгиевич — Народный артист РСФСР, актёр драматического театра (1989)
24. Воронин, Василий Петрович — слесарь доменного цеха (1989)
25. Хонеккер, Эрих — генеральный секретарь ЦК СЕПГ, председатель Государственного Совета Германской Демократической Республики (1989)
26. Цыкунов, Николай Георгиевич — зам. директора ОАО «ММК» по быту (1989)
27. Рожкова, Ирина Николаевна — главный архитектор города, Заслуженный архитектор РФ (1994)
28. Стариков, Анатолий Ильич — генеральный директор ОАО «ММК»((1994)
29. Добронравов, Николай Николаевич — Лауреат Государственной премии СССР, поэт-песенник (1994)
30. Пахмутова, Александра Николаевна — народная артистка СССР, композитор (1994)
31. Бухиник, Григорий Васильевич — директор МММЗ (1995)
32. Воронин, Дмитрий Семенович — зам. главного энергетика ОАО ММК по водоснабжению, капитальному строительству, гидротехническим сооружениям (1996)
33. Машковцев, Владилен Иванович — поэт и писатель, член Магнитогорского отделения Союза писателей (1996)
34. Рахматуллин, Рафаэль Гиниятович — Заслуженный работник культуры РФ, эстетический воспитатель национальных центров (1996)
35. Батехин Павел Антонович — Заведующий ГОРОНО (1964—1985), заслуженный учитель школы РСФСР, руководитель отделения Детского фонда (1989)
36. Романов, Валентин Фёдорович — ректор МаГУ (1996)
37. Зимин, Николай Яковлевич — работник ЛПЦ № 5 ОАО «ММК»(1996)
38. Андреева, Анфиса Ильинична — главный врач горбольницы № 1, Заслуженный врач РФ (1997)
39. Разин, Фёдор Георгиевич — художник (1997)
40. Якупов, Александр Николаевич — ректор Магнитогорской консерватории (1997)
41. Никифоров, Борис Александрович — ректор Магнитогорского государственного технического университета (1997)
42. Шкарапут, Анатолий Порфирьевич — генеральный директор АО «Магнитострой» (1997)
43. Сычёв, Юрий Алексеевич — главный санитарный врач города (1997)
44. Лозневой, Александр Никитич — поэт-первостроитель (1998)
45. Заболотний, Анатолий Иванович — зам. генерального директора ОАО «ММК» (1998)
46. Петров, Михаил Алексеевич — директор МУЛ ТЖХ (трест жилищного хозяйства) (1999)
47. Рашников, Виктор Филиппович — генеральный директор ОАО «ММК» (1999)
48. Крашенинников, Павел Владимирович — министр юстиции РФ (1999)
49. Гун, Рудольф Семенович — врач-хирург (2000)
50. Фёдорова, Галина Петровна — директор школы № 33 (2000)
51. Егоров, Вячеслав Николаевич — председатель совета директоров ОАО «ММК»((2000)
52. Лукин, Глеб Викторович — председатель федерации хоккея Магнитогорска (2000)
53. Путильцева, Людмила Ивановна — главный врач стоматологической поликлиники (2000)
54. Капитонов Иван Васильевич — главный дирижёр и художественный руководитель МУ «Концертный оркестр духовых инструментов» (2000)
55. Аникушин, Виктор Георгиевич — мэр города Магнитогорска (2001)
56. Поляков, Михаил Георгиевич — профессор МГТУ (2001)
57. Осипов, Владимир Алексеевич — первый заместитель генерального директора ОАО «Магнитогорский цементно-огнеупорный завод», исполнительный директор ЗАО «Огнеупор» (2001)
58. Цинковский, Владимир Логвинович — начальник отдела ветеринарии с Госветинспекцией Магнитогорска (2001)
59. Морозов, Андрей Андреевич — первый заместитель генерального директора ОАО «ММК» (2001)
60. Макеев, Анатолий Иванович — советник генерального директора ОАО «МММЗ» (2001)
61. Гостев, Анатолий Алексеевич — советник генерального директора ОАО «ММК» по машиностроению (2002)
62. Сафронов, Михаил Федотович — председатель городского Собрания депутатов (2002)
63. Салганик, Виктор Матвеевич — профессор МГТУ (2002)
64. Андрианов, Виктор Николаевич — работник мартеновского цеха ОАО «ММК» (2002)
65. Борзенков, Евгений Дмитриевич — Герой Социалистического Труда, работник доменного цеха ОАО «ММК» (2002)
66. Вертянкин, Леонтий Трофимович — Герой Социалистического Труда, работник аглоцеха ГОП ОАО «ММК» (2002)
67. Гиренко, Владимир Николаевич — работник ЛПЦ № 4 ОАО «ММК» (2002)
68. Дощечкин, Анатолий Федорович — работник ЛПЦ № 5 ОАО «ММК»(2002)
69. Дмитриев, Иван Андреевич — Герой Социалистического Труда, работник ККЦ ОАО «ММК» (2002)
70. Зуев, Василий Петрович — работник коксового цеха № 2 ОАО «ММК» (2002)
71. Коновалов, Михаил Андреевич — работник ОАО «Южуралэлектромонтаж» (2002)
72. Кочетков, Николай Данилович — мастер доменного цеха ММК, Герой Социалистического Труда (2002)
73. Мельников, Алексей Федорович — работник ККЦ ОАО «ММК» (2002)
74. Медовиков, Аркадий Васильевич — работник ЛПЦ ОАО «ММК» (2002)
75. Макрушин, Петр Филиппович — работник ЮУЖД(2002)
76. Нижник, Степан Яковлевич — работник сортового цеха ОАО «ММК»(2002)
77. Овсянников, Василий Иванович — работник ЛПЦ № 4 ОАО «ММК» (2002)
78. Панченко, Алексей Васильевич — работник мартеновского цеха ОАО «ММК» (2002)
79. Петров, Юрий Иванович — работник ОАО «МКЗ» (2002)
80. Рубанов, Анатолий Иванович — работник мартеновского цеха ОАО «ММК» (2002)
81. Сарычев, Валентин Федорович — советник генерального директора ОАО «ММК» (2002)
82. Стоянкин, Евгений Федорович — работник доменного цеха ОАО «ММК» (2002)
83. Цыба, Александра Андреевна — работник сортового цеха ОАО «ММК» (2002)
84. Чугунников, Геннадий Георгиевич — Председатель ревизионной комиссии ОАО «ММК» (2002)
85. Янус, Анна Михайловна — Председатель Совета ветеранов и работников торговли (2002)
86. Близнюк, Владимир Захарович — Председатель профсоюзного комитета ОАО «ММК» (2003)
87. Буданова, Светлана Георгиевна — директор д/к им. Серго Орджоникидзе (2003)
88. Каконин, Владимир Иванович — директор кадрового центра «Персонал» (2003)
89. Никифоров, Геннадий Васильевич — главный энергетик ОАО «ММК» (2003)
90. Тихоновский, Михаил Григорьевич — Председатель совета ветеранов ОАО «ММК» (2003)
91. Белова Елена Павловна — заслуженный мастер спорта (2004)
92. Гамей, Анатолий Илларионович — директор цементно-огнеупорного завода ОАО «ММК» (2004)
93. Лисичкина, Клавдия Андреевна — начальник отдела контроля качества ОАО «ММК» (2004)
94. Молошников, Иван Степанович — управляющий треста «Магнитострой»(2004)
95. Пыхонин, Василий Михайлович — хоровая капелла (2004)
96. Тверской, Юрий Александрович — генеральный директор ОАО «Магнитогорский гипромез» (2004)
97. Халезин, Тимофей Яковлевич — Совет ветеранов (2004)
98. Стоббе, Лев Георгиевич — помощник главы города Магнитогорска (2004)
99. Кравцов, Игорь Александрович — спортсмен-инструктор объединения «Физкультура и здоровье „Магнит“» (2005)
100. Радюкевич, Леонид Владимирович — директор ОАО «ММК» (2012)
101. Веремеенко, Наталья Николаевна — ректор Магнитогорской государственной консерватории (2014)
102. Казачкова Ольга Васильевна — директор ГСУ «Магнитогорский дом-интернат для престарелых и инвалидов» (2015)[1]
103. Величкин Геннадий Иванович — вице-президент по хоккейной деятельности, председатель правления хоккейного клуба «Металлург» (2016)[2]
104. Моторин Александр Евгеньевич — Герой Труда Российской Федерации, металлург, оператор поста управления стана горячей прокатки «ММК» (2021)[3]